# Corbel (tipo de letra)
Corbel es un tipo de letra diseñado por Jeremy Tankard para Microsoft y lanzado en 2005. Es una parte de la nueva serie de tipografías que vienen con Microsoft Windows Vista para sacar provecho de ClearType para mejorar la experiencia de lectura en Windows Vista y Office 2007.
Este tipo de letra, junto con Calibri, Candara, Consolas, Constantia y Cambria, también se distribuyen gratuitamente con el Visor de PowerPoint 2007, y el Paquete de compatibilidad de Microsoft Office.